# Manolo Villarreal
Manolo Villarreal (nacido como Manuel Villarreal Medrano, en 1923 en Barranquilla, Colombia, muerto el 30 de octubre de 2014 en Bogotá) fue locutor en varias cadenas radiales y director de varias emisoras en cadenas radiales como Caracol, Todelar y RCN, fue uno de los pioneros en trabajar en la radio en Colombia. durante el siglo XX en Colombia.

## Reseña biográfica

### Carrera en la radio
Trabajó, en su orden, en Radio Cadena Nacional, Todelar, Caracol Radio, y en emisoras de España.